# 夢幻之星 新宇宙 伊爾米那斯的野心
「夢幻之星 新宇宙 伊爾米那斯的野心」（Phantasy Star Universe: Ambition of the Illuminus）是由世嘉公司開發的網路對應動作角色扮演遊戲「夢幻之星 新宇宙」的續篇，日文版於2007年9月27日發售，預定對應PlayStation 2、Windows及Xbox 360平台。

## 概要
本作是「夢幻之星 新宇宙」（PSU）的續篇。故事主角與前作不同，是一位新進的守護者及一位守護者聯盟的女教官ライア・マルチネス，一起在古拉爾太陽系驅馳。而前系列「夢幻之星網路版」（PSO）的舞台——行星「拉古歐爾」亦會登場，加入許多新武器、場景及怪物，而前作昌盛的城市隨著劇情廢墟化，玩家可以看到世界的變化。日本於2007年4月5日至4月26日舉行網絡試玩（Closed β Test）。
遊戲口號為：「RPG、新生。」

## 故事
前作的主角伊森·韋柏打敗連沃魯特·馬葛西及封印了HIVE，令世界暫時取得平和。平靜的日子一天一天的過去，一班排除其他種族、人們稱之為伊爾米那斯的人類主義者出現，打破了人們的秩序和安定。古拉爾太陽系陷入混亂之中，而身為前作的英雄伊森·韋柏因暗殺總裁未遂而成為通緝犯，令局勢更加混亂。到底伊爾米那斯的野心是什麼？他們的意圖又是什麼？

## 登場人物
- ライア・マルチネス（配音員：甲斐田裕子）
- 伊森・韋柏（配音員：關智一）

前作的人物也會登場。

## 外部連結
- （日語）夢幻之星 新宇宙 伊爾米那斯的野心 官方網站 （页面存档备份，存于）